# San Clemente (Tarlac)
San Clemente is een gemeente in de Filipijnse provincie Tarlac op het eiland Luzon. Bij de laatste census in 2007 had de gemeente ruim 12 duizend inwoners.

## Geografie

### Bestuurlijke indeling
San Clemente is onderverdeeld in de volgende 12 barangays:
| - Balloc - Bamban - Casipo - Catagudingan - Daldalayap - Doclong 1 | - Doclong 2 - Maasin - Nagsabaran - Pit-ao - Poblacion Norte - Poblacion Sur |

## Demografie
San Clemente had bij de census van 2007 een inwoneraantal van 12.458 mensen. Dit zijn 755 mensen (6,5%) meer dan bij de vorige census van 2000. De gemiddelde jaarlijkse groei komt daarmee uit op 0,87%, hetgeen lager is dan het landelijk jaarlijks gemiddelde over deze periode (2,04%). Vergeleken met de census van 1995 is het aantal mensen met 1.353 (12,2%) toegenomen.

De bevolkingsdichtheid van San Clemente was ten tijde van de laatste census, met 12.458 inwoners op 49,73 km², 223,3 mensen per km².